# مقاطعة قرغان تبه
مقاطعة قرغان تبه هي تقسيم إداري في ولاية أنديجان في أوزبكستان. مركزها مدينة قرغان تبه.